# Corbu Vechi, Brăila
Corbu Vechi este un sat în comuna Măxineni din județul Brăila, Muntenia, România.